# تاج‌کوتاه جنگلی
تاج‌کوتاه جنگلی (نام علمی: Brachylophus bulabula) نام یک گونه از سرده تاج‌کوتاه‌ها است.